# Wirbel (Anatomie)
Als Wirbel (lateinisch Vertebra, altgriechisch Spondylus) wird in der Anatomie das knöcherne Element der Wirbelsäule bezeichnet. Jeder Wirbel (mit Ausnahme des obersten Halswirbels, dem Atlas) besteht aus dem Wirbelkörper, dem Wirbelbogen, zwei Querfortsätzen (je einer rechts und links), dem Dornfortsatz und vier Gelenkfortsätzen (beim Menschen: zwei obere und zwei untere). An einigen Wirbeln treten zwei Zitzenfortsätze (nur bei Brust- und Lendenwirbeln) und zwei zusätzliche Fortsätze (nur bei wenigen Säugetieren an den Lendenwirbeln) auf.

## Wirbelkörper

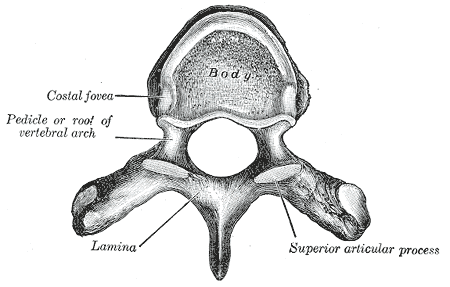
Brustwirbel von oben

Die Wirbelkörper (Corpus vertebrae) sind an den Enden, die zu den benachbarten Wirbeln zeigen, mit jeweils einer Deckplatte versehen. Der Raum zwischen den Deckplatten zweier benachbarter Wirbel wird als Intervertebralraum (IVR) bezeichnet und ist größtenteils von einer Bandscheibe mit faserknorpeliger Struktur ausgefüllt. Die Verbindung zwischen benachbarten Wirbeln erfolgt zudem durch zwei Bänder, das Ligamentum longitudinale anterius und das Ligamentum longitudinale posterius, die aus Bindegewebe bestehen. Der Wirbelkörper ist ein stützendes und lasttragendes Formteil des Wirbels.

## Wirbelbogen
Der Wirbelbogen (Arcus vertebrae) ist ein knöcherner Bestandteil eines jeden Wirbels der Wirbelsäule. Er beginnt beidseits mit einem „Füßchen“ (Pediculus arcus vertebrae), die sich in der Bogenplatte (Lamina arcus vertebrae) vereinigen.
Er umschließt bogenförmig die Rückenseite (dorsal) des Wirbellochs (Foramen vertebrale). Die Bauchseite (ventral) des Wirbelloches wird vom Wirbelkörper gebildet. Die aneinandergereihten Wirbellöcher der einzelnen Wirbel bilden in der Wirbelsäule den längs verlaufenden Wirbelkanal (Canalis vertebralis), in den das Rückenmark mitsamt Hirnhäuten und dem Liquor cerebrospinalis eingebettet und so gegen äußere Einwirkungen geschützt ist.
Die Wirbelbögen sind durch die Wirbelbogengelenke (Facettengelenke) miteinander verbunden.

## Querfortsatz
Der paarige Querfortsatz (Processus transversus, auch als Diaphyse bezeichnet) dient zum Ansatz von Bändern (z. B. Ligamenta intertransversaria) und Muskeln. Bei den Brustwirbeln bilden die Querfortsätze auch eine gelenkige Verbindung zur gleichzahligen Rippe.
Die Querfortsätze der Halswirbel sind in Längsrichtung durch ein Loch (Foramen transversarium) durchbohrt, welches aber dem siebten Halswirbel bei vielen Säugetieren meistens fehlt. Diese Löcher bilden in ihrer Gesamtheit den Querfortsatzkanal (Canalis transversarius), durch den die Arteria und Vena vertebralis sowie der Nervus vertebralis ziehen.
Bei Blockierungen werden die Querfortsätze mit rotiert und sorgen so für eine Verengung des Spinalnerven-Austritts, die zu starken Schmerzen führen kann. Auch bei der Skoliose (Seitenverdrehung der Wirbelsäule) sind die Querfortsätze erheblich rotiert und können anfangs – im frühen Kindesalter (8.–10. Lebensjahr) – oft nur mit einem Korsett abgefangen werden.

## Dornfortsatz
Der Dornfortsatz oder Spinalfortsatz (Processus spinosus, auch als Neurapophyse bezeichnet) ist ein vom Wirbelbogen ausgehender rückenwärts (dorsal) gerichteter Fortsatz eines Wirbels.
Der Atlas (erster Halswirbel) hat keinen Dornfortsatz, stattdessen ein Tuberculum posterius (Tuberculum dorsale). Ebenso ist beim Kreuzbein eine Sondersituation zu erkennen: Hier sind die Dornfortsätze zur so genannten Crista sacralis mediana verschmolzen. An den Dornfortsätzen setzen Bänder (Ligamentum interspinale beziehungsweise Ligamentum supraspinale) an sowie ein Teil der Rückenmuskeln. Wie die Querfortsätze bilden sie Hebel, die die Wirkung der verbundenen Muskeln unterstützen. Man kann sie leicht am Rücken als feste Erhebungen tasten.

## Gelenkfortsätze

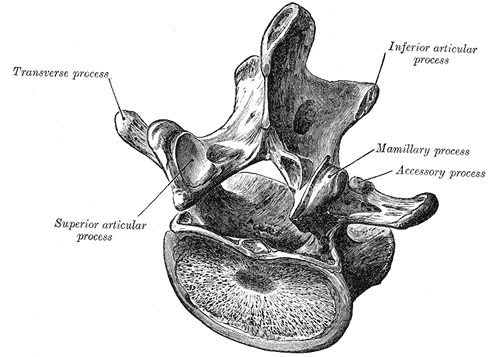
Lendenwirbel des Menschen

Die vier Gelenkfortsätze (Processus articulares, auch als Zygapophysen bezeichnet) bilden die echten Gelenke zwischen den Wirbeln. Man unterscheidet zwei nach oben gerichtete (superior) und zwei unten gerichtete (inferior) Gelenkfortsätze, wobei jeweils der Processus articularis inferior (Postzygapophyse) mit dem gleichseitigen Processus articularis superior (Präzygapophyse) des folgenden Wirbels in Verbindung steht. Bei Tieren sind die Gelenkfortsätze aufgrund der horizontalen Körperhaltung nach vorn (kranial) bzw. nach hinten (kaudal) gerichtet und werden deshalb als Processus articularis cranialis bzw. Processus articularis caudalis bezeichnet.

## Zitzenfortsatz
Der paarige Zitzenfortsatz (Processus mamillaris) kommt nur bei Brust- und Lendenwirbeln vor. Er sitzt auf dem Processus articularis superior/cranialis (Netter S. 153/154) und zeigt beim Menschen nach oben, bei Tieren entsprechend nach vorn und dient als Muskelansatz.

## Zusätzlicher Fortsatz
Der zusätzliche Fortsatz (Processus accessorius) kommt nur an den Lendenwirbeln bei Mensch und Raubtieren vor. Er ist nach unten beziehungsweise bei Tieren hinten (kaudal) gerichtet und sitzt am Übergang des Wirbelbogens zum Processus costalis.

## Charakteristika der verschiedenen Wirbelarten
- Halswirbel:

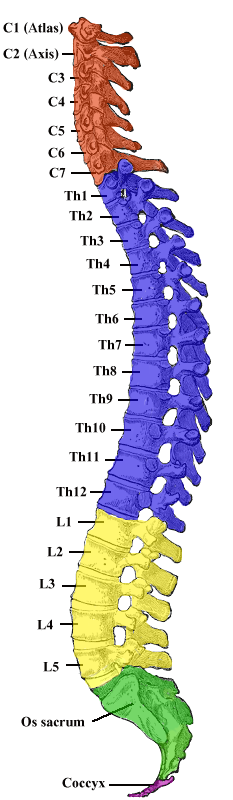
Wirbelsäule des Menschen.
Farblegende:
Halswirbel (Pars cervicalis)
Brustwirbel (Pars thoracica)
Lendenwirbel (Pars lumbalis)
Kreuzbein (Os sacrum)
Steißbein (Os coccygis)

  - Foramen transversarium („querliegendes Loch“) im 1. (bei Wiederkäuern ab dem 2.) bis 6. Halswirbel.
  - Der Processus spinosus ist lang und beim Menschen zweigezackt.
  - 7 Wirbelkörper beim Menschen (die Zahl ist bei allen Säugetieren konstant)
- Brustwirbel:
  - Der Processus spinosus ist lang, einzackig und zieht nach schräg unten bis über das angrenzende Segment.
  - 12 Wirbelkörper beim Menschen
- Lendenwirbel:
  - ausgeprägter Processus accessorius.
  - Processus costalis („Rippenfortsatz“) vorhanden.
  - Der Processus spinosus ist einzackig und nach unten gebogen.
  - 5 Wirbelkörper beim Menschen (normalerweise, allerdings kann durch Rekrutierung eines Sakralwirbels die Zahl auch 6 betragen -> Lumbalisation eines Sakralwirbels)
- Sakralwirbel:
  - Processus spinosi sind zu einem Grat verschmolzen.
  - 5 verschmolzene Wirbelkörper beim Menschen (normalerweise, allerdings kann durch Rekrutierung eines Lendenwirbels die Zahl auch 6 betragen -> Sakralisation eines Lendenwirbels)
- Steißwirbel:
  - 3–5 rudimentäre Wirbelkörper beim Menschen

Unterscheidungshilfe: Die Größe der Wirbelkörper nimmt (im Bereich von Hals-, Brust- und Lendenwirbeln) von oben nach unten zu.

## Erkrankungen
Wirbelerkrankungen bezeichnet man auch als Spondylopathien.
Siehe hierzu: Liste der Krankheiten des Muskel-Skelett-Systems und des Bindegewebes nach ICD-10#M45–M49 Spondylopathien. Vergleiche auch: Wirbelsäule#Erkrankungen und Fehlbildungen.

## Wirbelkörperersatz

Instrumentierter Wirbelkörperersatz zur telemetrischen Belastungsmessung im Patienten (Schnittmodell)

Trümmerfrakturen eines Wirbelkörpers oder Tumoren im Bereich der Wirbelsäule bedingen manchmal den Ersatz eines Wirbelkörpers durch ein Implantat. Die Belastung dieser Implantate ist weitgehend unbekannt. Um sie zu messen, wurde im Julius Wolff Institut der Charité Berlin ein klinisch übliches Implantat so modifiziert, dass eine Messung der drei Kraft- und drei Momentenkomponenten in vivo möglich ist. Dazu wurde ein Telemetriesender zusammen mit 6 Dehnungssensoren und einer Spule in den Zylinder des Implantats hermetisch gekapselt eingebaut. Üblicherweise wird die Wirbelsäule zusätzlich mit einem Fixateur interne stabilisiert. Es wurden mehrere instrumentierte Wirbelkörperersatzimplantate bei Patienten eingesetzt, und die Implantatbelastung bei verschiedenen Aktivitäten des täglichen Lebens gemessen.